# Rausch (Film)
Rausch ist ein deutscher Stummfilm in fünf Akten von Ernst Lubitsch aus dem Jahr 1919. Er entstand nach dem Bühnenstück Rausch (orig. Brott och Brott) von August Strindberg und zählt zu den verschollenen Filmen des Regisseurs.

## Inhalt
Ein Stück des Schriftstellers Gaston wird ein großer Theatererfolg. Er verliebt sich in Henriette, die Frau seines Freundes Adolph, und verlässt für sie im Rausch der Gefühle seine Frau Jeanne und die gemeinsame kleine Tochter Marion. Marion stirbt durch einen unglücklichen Zufall und Gaston und Jeanne werden des Totschlags verdächtigt. Beide beschuldigen sich gegenseitig – Gaston wiederum wird zum gesellschaftlichen Außenseiter und sowohl beruflich als auch privat zunehmend erfolglos.
Am Ende stellt sich heraus, dass Marion eines natürlichen Todes verstorben ist. Gaston und Jeanne gehen nun endgültig getrennte Wege.

## Produktion
Schon während des Ersten Weltkriegs war Nielsen während einer Amerikareise in New York City mit August Strindbergs früherer Ehefrau Frida Strindberg in Kontakt gekommen. Strindberg wollte Rausch durch die Fox verfilmen lassen und die durch die Seeblockade unfreiwillig in New York festsitzende Asta Nielsen hatte aus finanziellen Gründen einer Übernahme der Hauptrolle zugestimmt. Erst aufgrund der Produktionsbedingungen – Nielsen schrieb rückblickend, dass „drei verschiedene Regisseure gleichzeitig in drei Ecken des Ateliers an drei verschiedenen Filmen arbeiteten, während in der vierten Ecke an einer Dekoration gehämmert wurde“ – wurde der Film aufgegeben, bevor Dreharbeiten begonnen hatten.
Erst nach Ende des Ersten Weltkriegs nahm Theaterdirektor Carl Meinhard die Idee der Strindbergverfilmung wieder auf, zumal Rausch erfolgreich an deutschen Theatern gelaufen war. Er überredete Nielsen, die zu dem Zeitpunkt in Kopenhagen lebte, die Hauptrolle des Films zu übernehmen, während er als Maler Adolph eine Nebenrolle im Film übernahm. Es war Nielsens erster Film nach Kriegsende und zudem der einzige, der sie mit Regisseur Ernst Lubitsch zusammenbrachte. Zwischen Lubitsch, dem Drehbuchautor Hanns Kräly und Asta Nielsen kam es im Verlauf der Dreharbeiten im Berliner Filmatelier Chausseestraße immer wieder zu Meinungsverschiedenheiten. „Alles, was meiner Ansicht nach ausgeprägt filmisch und dazu für Strindberg bezeichnend war, wurde verworfen und im Drehbuch durch ganz alltägliche Einfälle ersetzt, die Strindbergs Geist und Stil so fern lagen wie nur möglich“, so Nielsen rückblickend. Dennoch bezeichnete Nielsen die Dreharbeiten als „eine glückliche Zusammenarbeit mit Lubitsch“, unter anderem weil er Verständnis für die Schauspieler aufbrachte und schon zu dieser Zeit „hervorragende… Fähigkeiten als Regisseur“ besaß.
Die Bauten des Films stammen von Rochus Gliese und vermutlich auch von Paul Leni, so befinden sich im National Film Archive in London Entwürfe Lenis für den Film. Wiederentdeckte Credits des Films führen Lenis Namen jedoch nicht. Die Zensur belegte Rausch im Mai 1919 mit einem Jugendverbot. Rausch wurde am 1. August 1919 im U.T. Kurfürstendamm in Berlin sowie in München uraufgeführt.

## Kritik
Lubitsch selbst sah Rausch wie auch Die Flamme als Gegenstück zu seinen Historiendramen an und bezeichnete sie als „kleine, intime Kammerspiele“. Asta Nielsen schrieb in ihrer Biografie, dass der Film „ein epochaler Erfolg“ wurde.
Herta-Elisabeth Renk vermutete, dass Lubitsch „vielleicht in Rausch, sicher in Die Flamme, […] bereits auf dem Weg zum sensiblen impressionistischen Drama [war], das malerische Reize der Kamera, subtile Beobachtung des Alltags mit der Psychologie und Dramaturgie Schnitzlers verband.“